# Великий Дуїтама
Великий Дуїтама (*д/н —1539) — усаке (правитель) муїсків держави Дуїтама у 1502—1539 роках. Тривалий час чинив запеклий спротив іспанським конкістадорам.

## Життєпис
Походив з династії правителів держави Дуїтама з столицею Тундама. Ім'я його не збереглося — відомий лише за титулом Великий Дуїтама (кожний усаке додавав до назви держави слово «великий») або Тундама (за назвою його столиці й родинного вождівства). Цьому правителеві підкорялося 11 племен північних муїсків. Він був союзником володарів Хунзи та Согамосо.
Достеменно невідомо коли саме став правителем Великий Дуїтама, вважається близько 1502 року. На момент появи іспанців на чолі із Гонсало хіменесом де Кесадою, він був доволі шанованим вождем. У 1514 році підтримав державу Хунза у протистоянні з Бакатою, брав участь у вирішальній битві з сіпою Немекене в області «Кола».
У 1537 році, після звісти про захоплення саке Кемуінчаточи, він відправив подарунки Кесаді й водночас готувався до війни. При цьому наказав заховати усі свої скарби. Невдовзі біля поселення Бонса усаке Дуїтами атакував іспанців. В цій битві ледве не загинув де Кесада, проте врятувався. Зрештою усаке вимушений був надати наказ відступити.
Після цього була застосована партизанська тактика проти загарбників, яка тривала протягом 1538 року. Основні події розгорнулися у 1539 році: тоді іспанцям двічі вдалося нав'зати бій муїскам й розбити їх — при болоті Варгас та Керінсі. Зрештою Великого Дуїтама залишили усі васали й він вимушений був визнати зверхність короля Іспанії. Втім в день (грудень 1539 року), коли усаке привіз данину іспанцям, його було вбито капітаном Бальтазаром Мальдонадо. Після цього усі володіння Великого Дуїтами відійшли іспанському королю.